# 萊克利 (加利福尼亞州)
萊克利（英語：Likely）是位於美國加利福尼亞州莫多克縣的一個人口普查指定地區。

## 地理
萊克利的座標為41°13′50″N 120°30′15″W / 41.23056°N 120.50417°W，而該地最高點為海拔高度1356米（即4449英尺）。

## 人口
根據2010年美國人口普查的數據，萊克利的面積為3.454平方千米，當中陸地面積為3.442平方千米，而水域面積為0.012平方千米。當地共有人口63人，而人口密度為每平方千米18人。